# Antun Biber
Antun Biber - Tehek (Podturen kraj Čakovca, 13. travnja 1910. – Zagreb, 13. prosinca 1995.) je bio hrvatski komunistički političar.
Po zanimanju je bio postolarski radnik. Od 1930. godine radio je u Zagrebu. Godine 1939. postao je članom Komunističke partije Jugoslavije. Nakon osnutka NDH, ilegalno je živio u Zagrebu. Rukovodio je akcijama diverzantskih udarnih skupina, pa je tako bio i jedan od organizatora diverzije na Glavnoj pošti u Jurišićevoj ulici, 14. rujna 1941. godine. U veljači 1942. godine otišao je iz Zagreba na slobodni teritorij u Slavoniju. Od rujna 1943. do ožujka 1945. godine bio je sekretar (tajnik) Oblasnog komiteta (odbora) KPH za Zagrebačku oblast.
Poslije rata, bio je organizacijski sekretar CK KPH od 1946. do 1950., ministar Komiteta za ugljen u Vladi FNRJ, predsjednik Savjeta za poljoprivredu u Vladi NR Hrvatske, član Izvršnog vijeća Sabora NR Hrvatske, predsjednik Glavnog odbora Socijalističkog saveza radnog naroda Hrvatske i ostalo. Bio je i član CK SKH i CK SKJ.
Umro je 13. prosinca 1995. godine u Zagrebu. Sahranjen je na zagrebačkom groblju Mirogoj.
Nositeljem je Partizanske spomenice 1941. i ostalih jugoslavenskih odlikovanja. Ordenom narodnog heroja odlikovan je 27. studenog 1953. godine.